# Wallander (Britse televisieserie)
Wallander is een Britse televisieserie die afgeleid is van de Zweedse televisieserie Wallander, gebaseerd op de boeken van Henning Mankell. De serie volgt het leven en werken van politie-inspecteur Kurt Wallander in de Zweedse stad Ystad. De opnames voor het eerste seizoen begonnen in 2008 en bestonden uit drie afleveringen. De serie werd geproduceerd door Left Bank Pictures en TKBC voor BBC Scotland en werd uitgezonden door BBC One. Het tweede seizoen werd in 2010 uitgezonden, het derde seizoen werd uitgezonden in 2012 en het vierde seizoen in 2016. Elke serie bestond telkens uit drie afleveringen. De televisieserie werd in Engeland goed ontvangen en beloond met diverse prijzen, zoals British Academy Television Award for Best Drama Series en British Academy Television Awards. 

## Verhaal
De televisieserie gaat over de existentialistische Kurt Wallander, een Zweedse politie-inspecteur, die werkt in de stad Ystad. Hier werkt hij samen met zijn team om samen de misdaden op te lossen die zij tegenkomen. Persoonlijk maakt hij veel mee, zo leeft hij gescheiden van zijn vrouw en heeft een moeilijke verhouding met zijn dochter Linda en zijn vader Povel, die in een afgelegen huis woont met zijn nieuwe vriendin Gertrude. Kurt krijgt later te horen dat zijn vader lijdt aan de ziekte van Alzheimer, die later dan ook sterft aan deze ziekte, en van ouderdom.

## Rolverdeling
- Kenneth Branagh – als Kurt Wallander (seizoen 1-4)
- Sarah Smart – als Anne-Britt Hoglund (seizoen 1-3)
- Tom Hiddleston – als Magnus Martinsson (seizoen 1-2)
- Richard McCabe – als Sven Nyberg (seizoen 1-4)
- Jeany Spark – als Linda Wallander (seizoen 1-4)
- David Warner – als Povel Wallander (seizoen 1-2,4)
- Polly Hemingway – als Gertrude (seizoen 1-2)
- Sadie Shimmin – als Lisa Holgersson (seizoen 1-2)
- Tom Beard – als Kalle Svedberg (seizoen 1)
- Saskia Reeves – als Vanja Andersson (seizoen 2-3)
- Rebekah Staton  - als Kristyna (seizoen 3)
- Mark Hadfield – als Stefan Lindeman (seizoen 3)
- Barnaby Kay – als Lennart Mattson (seizoen 3-4)

## Afleveringen
| Seizoen | datum eerste aflevering | datum laatste aflevering | aantal afleveringen |
| ------- | ----------------------- | ------------------------ | ------------------- |
| 1       | 30 november 2008        | 14 december 2008         | 3                   |
| 2       | 3 januari 2010          | 17 januari 2010          | 3                   |
| 3       | 8 juli 2012             | 22 juli 2012             | 3                   |
| 4       | 22 mei 2016             | 5 juni 2016              | 3                   |